# Hyles perlimbata
Hyles perlimbata är en fjärilsart som beskrevs av Henry Nicollon des Abbayes 1931. Hyles perlimbata ingår i släktet Hyles och familjen svärmare. Inga underarter finns listade i Catalogue of Life.